# San Teodoro (Oriental Mindoro)
San Teodoro is een gemeente in de Filipijnse provincie Oriental Mindoro op het eiland Mindoro. Bij de laatste census in 2007 had de gemeente ruim 15 duizend inwoners.

## Geografie

### Bestuurlijke indeling
San Teodoro is onderverdeeld in de volgende 8 barangays:
- Bigaan
- Calangatan
- Calsapa
- Ilag
- Lumangbayan
- Tacligan
- Poblacion
- Caagutayan

## Demografie
San Teodoro had bij de census van 2007 een inwoneraantal van 15.039 mensen. Dit zijn 1.233 mensen (8,9%) meer dan bij de vorige census van 2000. De gemiddelde jaarlijkse groei komt daarmee uit op 1,19%, hetgeen lager is dan het landelijk jaarlijks gemiddelde over deze periode (2,04%). Vergeleken met de census van 1995 is het aantal mensen met 2.056 (15,8%) toegenomen.

De bevolkingsdichtheid van San Teodoro was ten tijde van de laatste census, met 15.039 inwoners op 341 km², 44,1 mensen per km².